# بحيرة كالهون (مقاطعة كانديوهي، مينيسوتا)
بحيرة كالهون هي بحيرة في مقاطعة كانديوهي (مينيسوتا) في الولايات المتحدة. في عام 2015، أعلنت إدارة الموارد الطبيعية في ولاية مينيسوتا أن البحيرة حدث فيها غزو لأنواع من الحمار الوحشي.